# Polyporus castaneae
Polyporus castaneae är en svampart som beskrevs av Bourdot & Galzin 1925. Polyporus castaneae ingår i släktet Polyporus och familjen Polyporaceae.   Inga underarter finns listade i Catalogue of Life.